# Saint-Martin-du-Lac
Saint-Martin-du-Lac település Franciaországban, Saône-et-Loire megyében. Lakosainak száma 241 fő (2022. január 1.). Saint-Martin-du-Lac Marcigny, Artaix, Iguerande, Mailly, Melay, Saint-Julien-de-Jonzy és Semur-en-Brionnais községekkel határos.

## Népesség
A település népessége az elmúlt években az alábbi módon változott:
| Lakosok száma | 250  | 241  | 254  | 242  | 242  | 242  | 245  | 249  | 241  |
|               | 2013 | 2015 | 2016 | 2017 | 2018 | 2019 | 2020 | 2021 | 2022 |